# Estatua de Isabel de Portugal (Albacete)
La estatua de Isabel de Portugal es una estatua en honor a Isabel de Portugal, señora de Albacete entre 1526 y 1539, situada en la ciudad española de Albacete.
Se trata de una réplica de la escultura original que encargó el rey Carlos I al escultor italiano Leone Leoni en 1564 tras la muerte de Isabel de Portugal, la cual se encuentra en el Museo del Prado.
Tras casarse con Carlos I en 1526, Isabel de Portugal recibió el señorío de la villa de Albacete, cargo que ejerció con plena dedicación hasta su muerte en 1539. Por ello 
Isabel de Portugal es conocida como «la señora de Albacete».
Fue inaugurada en 2010, fruto del obsequio que la Junta de Comunidades de Castilla-La Mancha concedió a la ciudad de Albacete con motivo de la celebración del tercer centenario de la confirmación de la Feria de Albacete en 2010.
La estatua preside la plaza de la Constitución, situada en pleno centro de la capital. Está elevada sobre un pedestal de gran tamaño con la siguiente inscripción: Isabel de Portugal. Señora de Albacete. 1503-1539.